# Chiesa della Madonna di Loreto (Sagron Mis)
La chiesa della Madonna di Loreto è la parrocchiale di Sagron, frazione del comune sparso di Sagron Mis in Trentino. Fa parte della zona pastorale della Valsugana e di Primiero nell'arcidiocesi di Trento e risale al XVII secolo.

## Storia

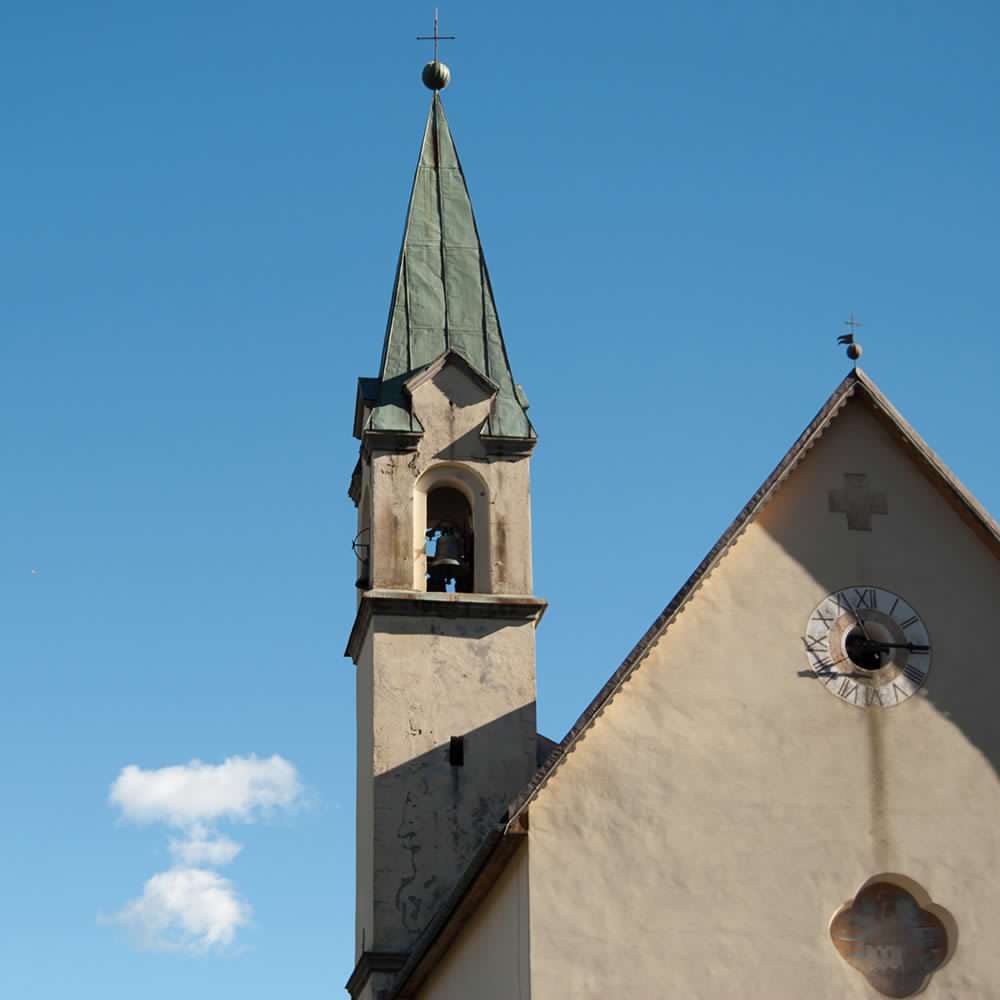
Torre campanaria

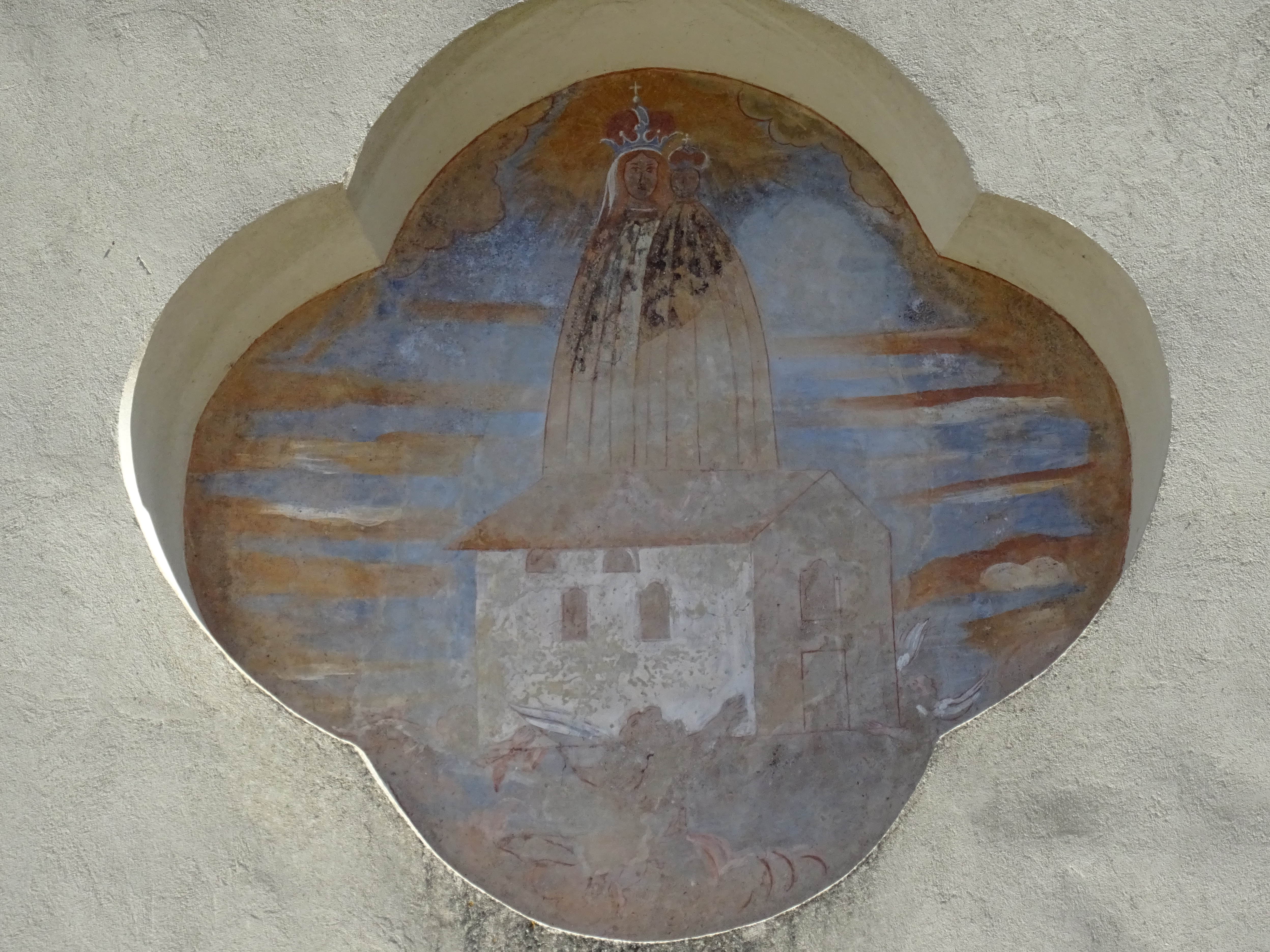
L'affresco con la Madonna di Loreto e la Santa Casa in facciata

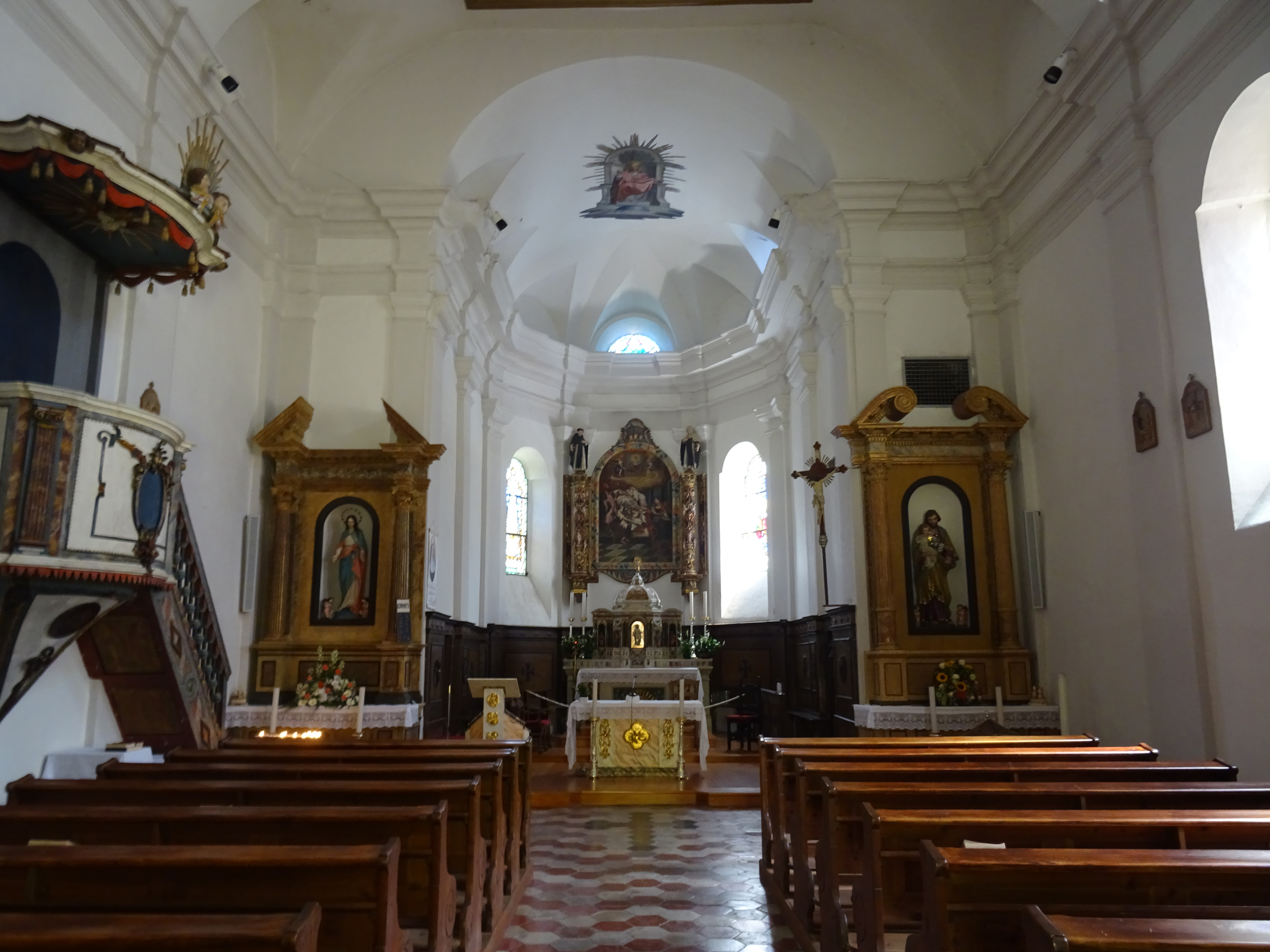
Interno con zona presbiteriale

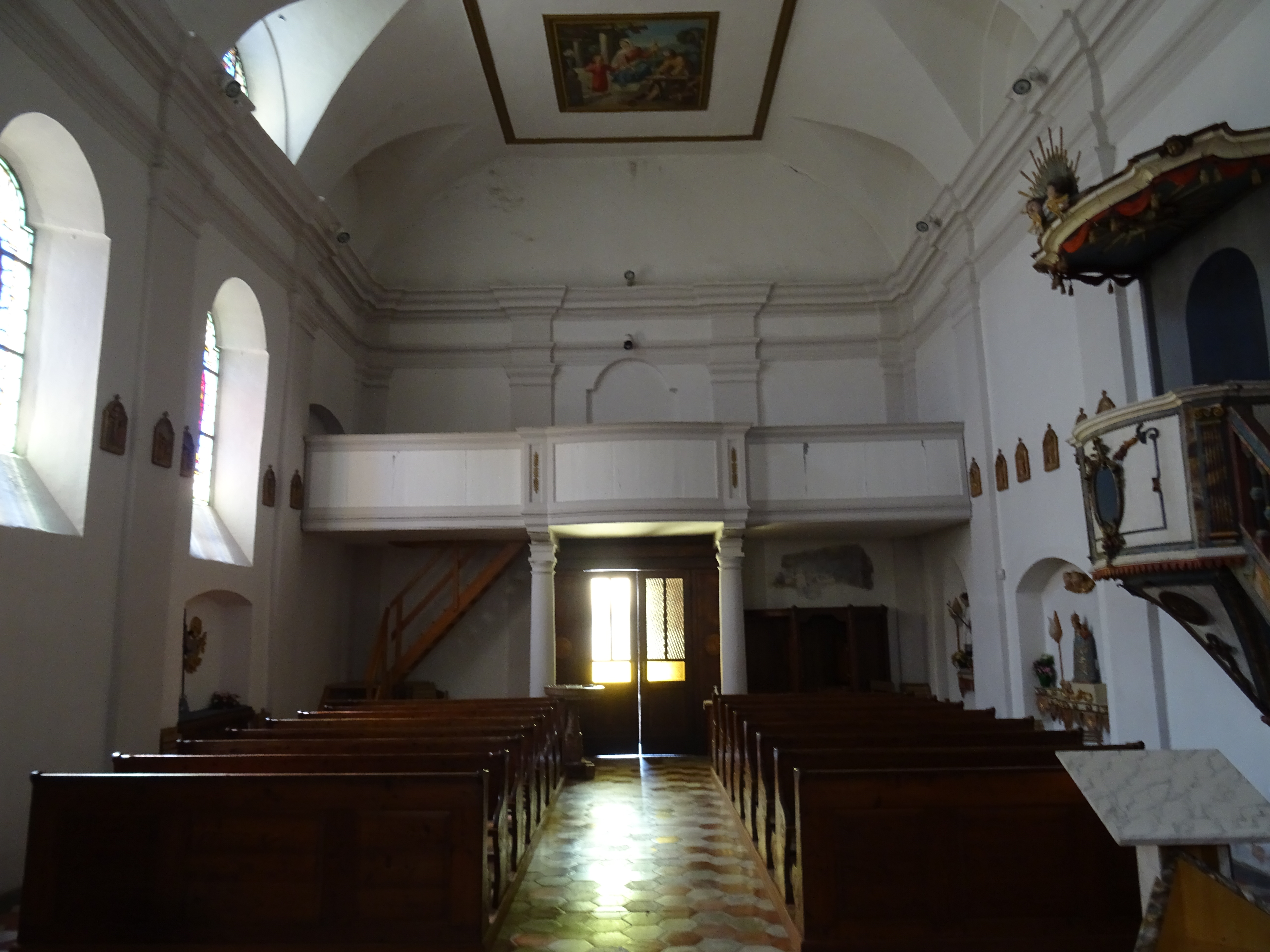
Interno, controfacciata e ingresso.

Il primo luogo di culto di Sagron venne edificato nel 1630 e nel 1737 quella chiesa ormai ampliata venne elevata alla dignità di curazia, sussidiaria della pieve di Primiero, la chiesa di Santa Maria Assunta. Poco dopo la metà del XVIII secolo la chiesa venne riedificata. Attorno al 1793 fu devastata da un incendio e quindi fu nuovamente ricostruita entro il primo decennio del XX secolo. Venne elevata a dignità di chiesa parrocchiale il 15 aprile 1919.
Durante il primo dopoguerra venne arricchita dalle decorazioni murali di Agostino Aldi e nel 1954 venne innalzata la torre campanaria. Il lavoro di adeguamento liturgico venne realizzato negli anni sessanta ponendo al centro del presbiterio la mensa rivolta al popolo. La custodia eucaristica è stata mantenuta nel suo tabernacolo originale nell'altare maggiore storico. Il fonte battesimale è stato spostato in avanti a destra dell'arco santo. Gli ultimi interventi di restauro conservativo sono stati realizzati nel 1983.

## Descrizione

### Esterni
La chiesa parrocchiale si trova nella parte settentrionale dell'abitato di Sagron e mostra tradizionale orientamento verso est. La facciata a capanna è semplice e severa con un piccolo portale architravato sopra il quale, in asse, si trova la nicchia con una statua in legno protetta da una tettoia a due spioventi e sopra una piccola finestra cieca affrescata. La torre campanaria ha la cella che si apre con quattro grandi finestre a monofora e contiene quattro campane. La copertura è in metallo ed ha la forma di piramide acuta a base quadrata.

### Interni
La navata interna è unica con volta a botte scandita da paraste. La cantoria lignea occupa la controfacciata e attraverso l'arco santo si accede al presbiterio leggermente rialzato.